# Новомихайлівка (Самарська область)
Новомихайлівка (рос. Новомихайловка) — село в Безенчуцькому районі Самарської області Російської Федерації.
Населення становить 195 осіб. Входить до складу муніципального утворення сільське поселення Пісочне.

## Історія
Населений пункт розташований у межах українського етнічного та культурного краю Жовтий Клин.
Від 2005 року входило до складу муніципального утворення сільське поселення Пісочне.

## Населення
| 2010 | 2012 | 2013 | 2014 | 2015 | 2016 |
| ---- | ---- | ---- | ---- | ---- | ---- |
| 234  | ↘202 | ↘198 | ↘197 | →197 | ↘195 |